# Елен де Фужроль
Елен де Фужроль (фр. Helene de Fougerolles; нар. 25 лютого 1973, Ванн, Морбіан, Бретань, Франція) — французька акторка.

## Життєпис

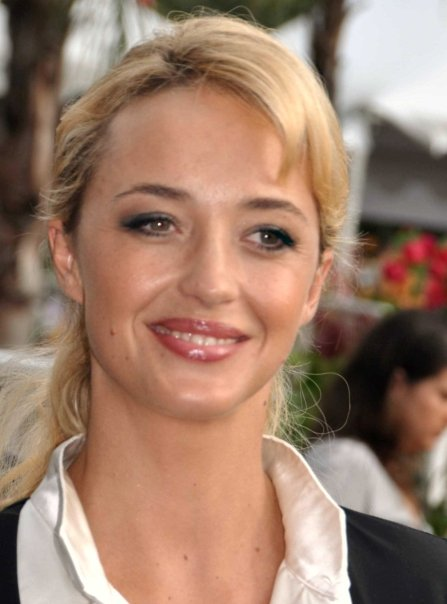
Елен де Фужроль у 2009 році

Народилася 25 лютого 1973 року у місті Ванн, Бретань. Її батьки розлучилися, коли їй було 3 роки.

## Особисте життя
У 1997 році Елен де Фужроль вийшла заміж за продюсера Еріка Юберта. У 2003 році у них народилася дочка Шана, але через рік подружжя розлучилася.

## Фільмографія
- 2023 — Різдво… і багато іншого, якщо хочете[fr] / Noël… et plus si affinités — Хлоя
- 2023 — Сем[fr] / Sam — Сара-Амелі «Сем» Моро
- 2022 — І гора зацвіте[fr] / Et la montagne fleurira — Серафіна
- 2022 — Зниклі з Чорного лісу[fr] / Les Disparus de la Forêt-Noire — Каміль Ґартманн
- 2021 — Особлива згадка[fr] / Mention particulière — Фанні
- 2021 — Занадто молодий для мене[fr] / Trop jeune pour moi — Доріа Каброл
- 2018—2020 — Бальтазар[fr] / Balthazar — Елен Бах
- 2017 — Закон про...[fr] / La Loi de... — Северін Деламарш
- 2016 — Вбивства у Страсбурзі[fr] / Meurtres à Strasbourg — Катель Леґенек
- 2016 — Зв'язки серця / Les Liens du cœur — Ґаель
- 2016 — Де жінки? / Arrete ton cinema! — Маріон
- 2015 — Секрет Елізи / Le Secret d'Élise — Франсуаза Марсі
- 2014 — Обвинувачений / Accusé — Клер Братнер
- 2011 — Я та його колишні[fr] / Moi et ses ex — Аліса
- 2010 — Маман! / Maman! — Леа
- 2009 — Фальшива невинність / Les Fausses Innocences — Матильда Штемберт
- 2009 — Білий сон[fr] / Sommeil blanc — Камілла
- 2009 — Шахрайка[fr] / Tricheuse — Клеманс
- 2009 — Мутанти / Mutants — Соня
- 2008 — Вечірка вампірів / Les dents de la nuit — Джессіка
- 2008 — Без вагань[fr] / Sans etat d'ame — Жанна Дюпюї,
- 2008 — Чорний метелик[fr] / Papillon noir — Лаура
- 2006 — Вибачте мене[fr] / Pardonnez-moi — Біллі
- 2006 — Квіти для Алджернона / Des fleurs pour Algernon — Аліса
- 2006 — Жанна Пуассон, маркіза де Помпадур[fr] / Jeanne Poisson, Marquise de Pompadour — Маркіза де Помпадур
- 2006 — Арістос / Les aristos — герцогиня
- 2006 — Неконтрольований / Incontrolable — Маріон
- 2005 — У Франції живуть чесні люди[fr] / Les gens honnetes vivent en France — Аньес Леру
- 2004 — Найкращий день у моєму житті / Le plus beau jour de ma vie — Лола
- 2004 — Якби я був нею / Si j'etais elle — Аліса
- 2004 — Невинність / Innocence — Едіт
- 2004 — Не клади слухавку![fr] / Ne quittez pas! — стюардеса
- 2003 — Фанфан-тюльпан / Fanfan la Tulipe — Маркіза де Помпадур
- 2002 — Рейд / Le Raid — Леонора де Сеґонзак
- 2001 — Хто знає / Va savoirv — Домінік
- 2000 — Смертельна передача[fr] / Mortel transfert — Ольга Кублер
- 2000 — Викладач / Le prof — Манон
- 1999 — Пляж / The Fall — Гелен
- 1999 — Хай буде світло! / Que la lumière soit  — Жанна
- 1997 — Вбивця(і) / Assassin — Гелен
- 1997 — Божественна гонитва / La divine poursuite — Карін
- 1996 — Кожен шукає свого кота / Chacun cherche son chat — модель
- 1995 — Спекотне літо / Ete brulant — Наташа
- 1994 — Юна загроза / Le peril jeune — Крістін
- 1994 — Історія про хлопчика, який хотів би кого-небудь поцілувати / L'histoire du garcon qui voulait qu'on l'embrasse (1994) —
- 1994 — Місто страху[fr] / La cite de la peur — Сенді
- 1993 — Чоловік Леона[fr] / Le mari de Leon — Женев'єва

## Нагороди
- 2001 — Приз Ромі Шнайдер за фільм «Знаю».
- 1999 — Премія Сезар найперспективніша акторка.
- 2002 — Премія Сезар найперспективніша акторка.